# Ugazi Manterola
Ugazi Manterola Leuda (geboren am 18. November 2004 in Zarautz) ist eine spanische Handballspielerin.

## Vereinskarriere
Ugazi Manterola, die auf der Spielposition Rechtsaußen eingesetzt wird, lief bis 2024 für den Verein Aiala Zarautz auf. Zur Saison 2024/2025 wechselte sie zu Balonmano Zuazo. Ab Sommer 2025 läuft sie für Club Balonmano Porriño auf.

## Auswahlmannschaften
Sie stand ab 2018 im Aufgebot der spanischen Auswahlmannschaften.
Sie lief von 2021 bis 2022 in insgesamt 23 Spielen, in denen sie 61 Tore rzeilete, für die Jugendnationalmannschaft Spaniens auf. Sie stand im Aufgebot der RFEBM bei der U-18-Weltmeisterschaft 2022 (17. Platz).
Von 2022 bis 2024 lief Manterola in 17 Partien für die spanischen Juniorinnen auf und war dabei 25 Tore. Mit der Auswahl nahm sie an der U-20-Handball-Weltmeisterschaft der Frauen 2024 (17. Platz) teil.
Im Rahmen des Torneo Internacional de España 2022 bestritt sie am 30. Oktober 2022 ihr erstes Länderspiel für die spanische Nationalmannschaft.